# Böröcz László
Böröcz László (Szombathely, 1983. november 11. –) magyar politikus, miniszteri biztos, volt országgyűlési képviselő, 2015 és 2019 között a Fidelitas elnöke, a Fidesz frakcióvezető-helyettese, a 2024-es önkormányzati választások óta az I. kerület polgármestere.

## Élete
Gyermekkorát öt testvérével a Vas megyei Gencsapátiban töltötte. Feleségével két fiúgyermeket nevelnek.

## Tanulmányai
A középiskolát a győri Czuczor Gergely Bencés Gimnáziumban végezte, majd tanulmányait a Budapesti Corvinus Egyetemen folytatta.

## Pályafutása
2003-ban kapcsolatba került a belvárosi Fidelitassal. 2009-től a Fidelitas operatív majd ügyvezető alelnöke lett, majd 2015 és 2019 között a szervezet elnöke volt. 
2010-től a Fidesz Frakció Gazdasági Kabinet munkatársa lett és egyéni képviselőnek választották az V. kerületben. 
2012-től két éven át a Miniszterelnökség szakmai tanácsadója.
2014-ben újból egyéni önkormányzati képviselőnek választották és 2018-ig az V. kerület általános alpolgármesteri tisztségét is betöltötte.
2018-ban az országgyűlési választásokon a Fidesz listájáról parlamenti helyet szerzett.
A 2018-2022 közötti ciklusban a Törvényalkotási bizottság, Költségvetési bizottság és a Fenntartható fejlődés bizottság tagja volt.
2022-ben az országgyűlési választásokon Csárdi Antallal szemben alulmaradva elveszítette a választást Budapest 01 OEVK-ban.
2024-ben az önkormányzati választásokon Budapest I. kerületében megnyerte a polgármester-választást. Ellenzéki politikusok állítása szerint elsősorban Venezuelából menekült magyar állampolgárok szavazataival sikerült nyernie. Ezt érdemben nem is próbálta megcáfolni.